# Zwölf (Zeitschrift)
Zwölf ist ein sechsmal jährlich erscheinendes Fussballmagazin aus der deutschsprachigen Schweiz. Es wird vom Verein „Zwölf – Verein für Fussballkultur“ mit Sitz in Zürich in einer Druckauflage von 11'500 Exemplaren herausgegeben.
Das Zwölf beleuchtet wie das deutsche Vorbild 11 Freunde das Geschehen abseits des Spielfeldes. Als Autoren und Fotografen treten Freiberufliche oder bei anderen Printmedien Angestellte in Erscheinung. Der Name erinnert an den zwölften Mann, wie die Fans beim Fussball oft genannt werden.
Charakteristisch für das Magazin sind Reportagen über Themen abseits des Tagesgeschäfts sowie die Interviews mit Akteuren aus dem Fussballgeschäft, die in ungezwungenem Plauderton gehalten sind und so oft zuvor nicht bekannte Tatsachen hervorbringen.
Mit der Übernahme und Einstellung des Fussball-Magazins Foot per Januar 2023 ist Zwölf das einzige nationale Fussballmagazin der Schweiz.